# Amazing Tater
Amazing Tater (パズルボーイII, Puzzle Boy II) est un jeu vidéo de puzzle développé et édité par Atlus, sorti en 1991 sur Game Boy.
Il fait suite à Kwirk.

## Accueil
- Computer and Video Games : 86 %[1]
- Video Games : 83 %[2]